# 福島臨時乘降場

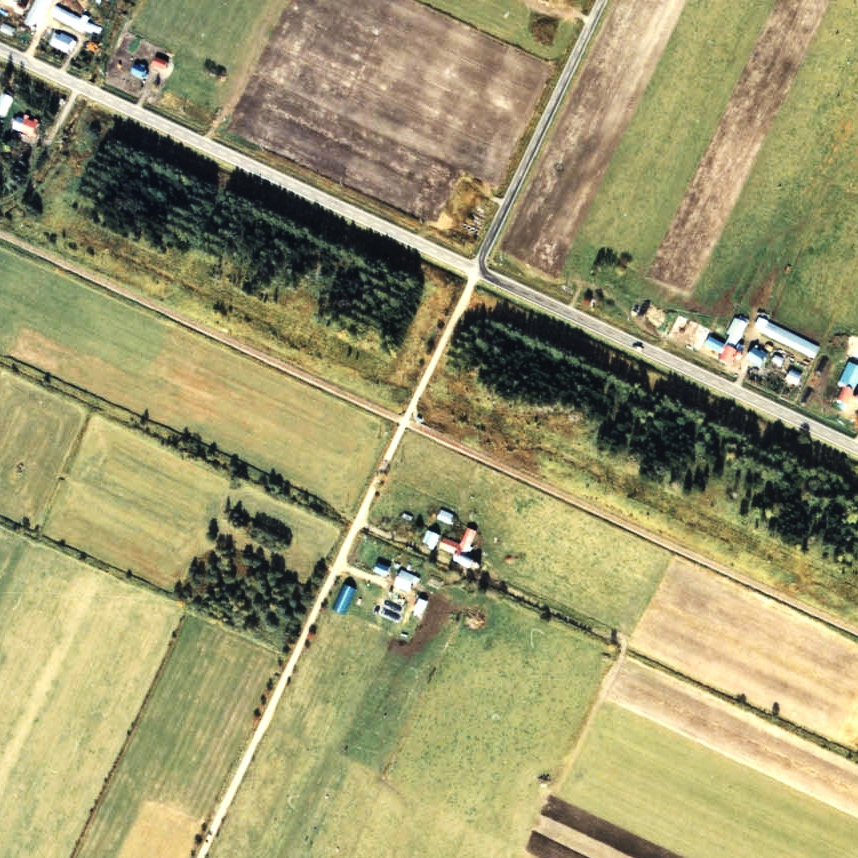
1977年的福島臨時乘降場與方圓約500米範圍。右邊是網走方向。靠海一方設有防風雪林。靠近中湧別一方設有東七線平交道和候車室。在1956年1月起，湧網線開始使用鐵路巴士（日本國鐵KiHa01系柴油列車）行走，因此站內月台比較簡單，長度只有一輛一般柴油列車的一半。

福島臨時乘降場（日语：／ Fukushima karijōkō-ba */?）是位於北海道紋別郡湧別町字福島，日本國有鐵道（國鐵）的湧網線臨時乘降場（廢站）。隨著湧網線廢線，臨時乘降場在1987年（昭和62年）3月20日廢除。
部分普通列車通過此站，截至1986年（昭和61年）3月3日時間表修正，下行3班和上行5班列車通過此站。

## 歷史
- 1955年（昭和30年）12月25日 - 日本國有鐵道湧網線福島臨時乘降場（局（日语：鉄道管理局）設定）啟用[1]。
- 1987年（昭和62年）3月20日 - 湧網線全線廢除，此站也廢除[1]。

### 站名的由來
車站名稱取自所在地名。當地在1916年（大正5年），有一群福島團體共13戶入植，因而得名。

## 車站構造
截至車站廢除前，車站是一座地面車站，設有1面1線的單式月台。在廢除前，此站為臨時乘降場，因此為無人車站。

## 車站周邊
- 國道238號（日语：国道238号）（鄂霍次克國道）[5]
- 佐呂間湖[5]
- 湧別町營巴士（日语：湧別町営バス）「福島」巴士站

## 現況
截至2011年（平成23年），車站變為空地，剩下了一些枕木。
同時，車站遺址附近的路軌遺址還有一些快將倒塌的路堤。路軌遺址附近還有防雪林。

## 相鄰車站
日本國有鐵道
湧網線 
中湧別－五鹿山臨時乘降場－福島臨時乘降場－芭露

## 注腳
1. 1 2 3 4  石野哲（編）. . JTB. 1998: 915. ISBN 978-4-533-02980-6 （日语）.
2. ↑  太田幸夫. . 富士Comtem. 2004-2: 216. ISBN 978-4893915498 （日语）.
3. ↑  本多 貢. 児玉　芳明 , 编. . 札幌市: 北海道新聞社. 1995-01-25: 112. ISBN 4893637606. OCLC 40491505 （日语）.
4. ↑  太田幸夫. . 富士Comtem. 2004-2: 168. ISBN 978-4893915498 （日语）.
5. 1 2  . 地勢堂. 1980-3: 19 （日语）.
6. 1 2  本久公洋. . 北海道新聞社. 2011-9: 98. ISBN 978-4894536128 （日语）.